# Соловьёв, Юрий Васильевич (военачальник)
Юрий Васильевич Соловьёв (11 мая 1948, Сретенск, Читинская область — 8 февраля 2019, Москва) — советский и российский военачальник. Командующий войсками Командования специального назначения (2002—2008), генерал-полковник (2003).

## Биография
Родился 11 мая 1948 года в городе Сретенске Читинской области (ныне — Забайкальского края).
В 1969 году окончил Орджоникидзевское зенитно-ракетное училище противовоздушной обороны. В 1969—1980 годах служил в Войсках ПВО в должностях командира взвода управления — начальника разведки дивизиона, начальника штаба дивизиона, командира зенитного ракетного дивизиона. В 1983 году окончил Военную командную академию ПВО имени Г. К. Жукова.
В 1983—1984 годах — заместитель командира 212-й зенитной ракетной бригады 8-й отдельной армии (8 ОА) ПВО в городе Жданов (ныне — Мариуполь) Донецкой области Украинской ССР (ныне — Украины). В 1984—1986 годах — командир 96-й зенитной ракетной бригады 8 ОА ПВО (штаб бригады — в селе Даниловка Васильковского района Киевской области УССР). В 1986—1987 годах — заместитель командира корпуса ПВО. В 1989 году окончил Военную академию Генерального штаба Вооруженных сил СССР.
В 1989 году был назначен командиром корпуса ПВО. В дальнейшем до 1994 года занимал должность первого заместителя командующего 10-й отдельной армией ПВО в городе Архангельске.
С декабря 1994 по ноябрь 1999 года — командир 1-го Краснознамённого корпуса ПВО Особого назначения ордена Ленина Московского округа ПВО — Московского округа ВВС и ПВО (штаб корпуса — город Балашиха Московской области), образованного на базе переформированной 1-й Краснознамённой армии ПВО особого назначения.
С 29 ноября 1999 по 1 сентября 2002 года — начальник штаба — первый заместитель командующего войсками Московского округа ВВС и ПВО.
С 1 сентября 2002 по 26 июля 2008 года — командующий войсками Командования специального назначения (КСпН) ВВС России, образованного на базе переформированного Московского округа ВВС и ПВО.
С июля 2008 года генерал-полковник Ю. В. Соловьёв — в запасе (по достижении предельного возраста пребывания на военной службе).
Внес весомый вклад в становление и развитие системы противовоздушной и воздушно-космической обороны столичного региона и страны в целом.
Работал помощником генерального директора ПАО «НПО „Алмаз“ имени академика А. А. Расплетина».
Жил в Москве. Скончался 8 февраля 2019 года на 71-м году жизни. Похоронен в Москве на Федеральном военном мемориальном кладбище.

## Награды
- Орден «За военные заслуги» (28.12.1996);
- Орден «За службу Родине в Вооружённых Силах СССР» 3-й степени;
- медали СССР и Российской Федерации;
- Заслуженный военный специалист Российской Федерации (10.01.2001).